# Ансонс, Жанис
Жанис Ансонс (Жан Ансон, латыш. Žanis Ansons; 4 ноября 1911 года, Кандавская волость — 24 ноября 1968 года, СССР) — гауптшарфюрер Латышского добровольческого легиона СС. Кавалер Рыцарского креста Железного креста. 
Он родился в семье крестьянина в Приедуласе Кандавской волости. Образование получил в начальной школе Кандавы. После обязательной службы в Вооруженных силах Латвии он продолжил работать на ферме своего отца.
Участвовал в сражениях под Ленинградом. Командир взвода «Иманта» (Waffen-Grenadier-Regiments der SS 44). В конце войны был взят в плен Советской Армией.